# پولودنیتسا
پولودنیتسا  یا بانوی نیمروز یکی از شخصیت‌های اسطوره‌ای رایج در کشورهای اسلاوی مثل چک، اسلواکی، لهستان و روسیه شناخته شده است. طبق باور مردم پولودنیتسا تابستان‌ها در دشت‌ها پرسه می‌زند و در گردبادهای شدید ظاهر می‌شود تا انسان‌ها را به قتل برساند. مشابه این در فولکلور سایر ملل اروپایی دیده می‌شود. همچنین اسلاوها به موجودات ماوراءالطبیعه به نام ویلا باور داشتند. ویلاها را دختران زیبا و برهنه‌ای می‌پنداشتند که چوپانان و پسران جوان را افسون می‌کردند، آن‌ها در جنگل، کوه و ابر سکونت داشتند و باعث باران و تگرگ می‌شدند. حتی گاهی به انسان‌ها کمک می‌کردند.

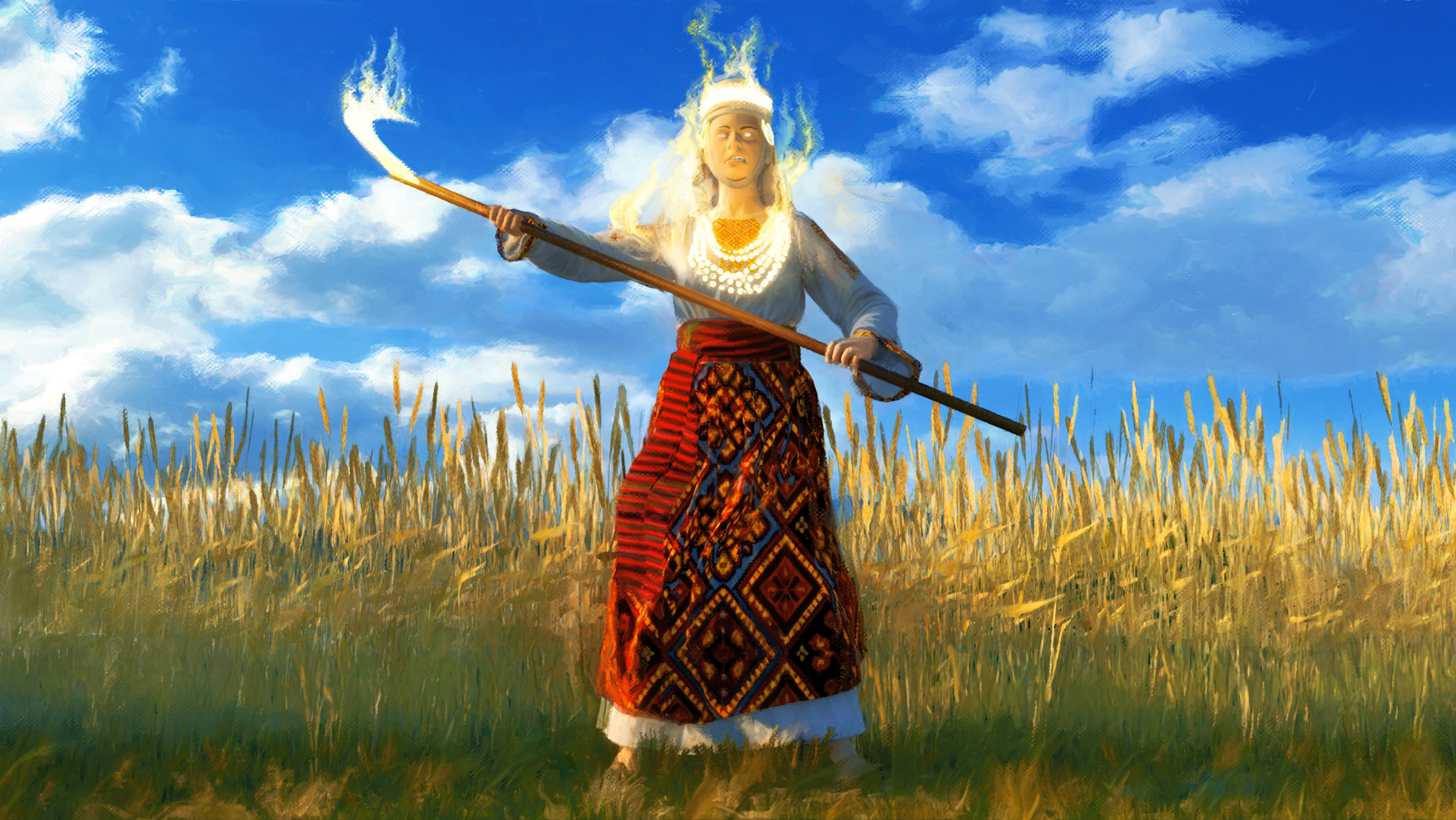
پودولیستا یا بانوی نیمروز، در فولکلور اسلاو او را زنی اغواگر می‌پنداشتند که در دشت‌ها پرسه می‌زند و چوپانان و پسران جوان را افسون می‌کند و سپس با داس می‌کشد